# پایگاه نیروی هوایی کنواس
پایگاه نیروی هوایی کنواس (به انگلیسی: Canoas Air Force Base) (به زبان بومی: Base Aérea de Canoas) یک فرودگاه نظامی: پایگاه نیروی هوایی است که یک باند فرود آسفالت دارد و طول باند آن ۲۷۵۱ متر است. این فرودگاه در شهر پورتو الگره کشور برزیل قرار دارد و در ارتفاع ۸ متری از سطح دریا واقع شده‌است.